# Valmir Benavides
Valmir Ross Benavides (Curitiba, 12 de outubro de 1955), mais conhecido como Hisgué, é um piloto de automobilismo brasileiro, atualmente competindo pela Fórmula Truck. 

## Trajetória esportiva

### Stock Car
Foi piloto na Stock Car nos anos 80 e 90.

### Fórmula Truck
Estreou pela RM Competições em 2007, sendo vice-campeão em 2009. Atualmente compete pela Scuderia Iveco.
Valmir Benavides possui cinco vitórias e quatro pole-positions na categoria.
Resultados na Fórmula Truck
Legenda: (Corridas em negrito indicam pole position); (Corridas em itálico indicam volta mais rápida)
| Ano  | Equipe                    | 1       | 2       | 3       | 4       | 5       | 6     | 7       | 8       | 9       | 10      | Classificação | Pontos |
| ---- | ------------------------- | ------- | ------- | ------- | ------- | ------- | ----- | ------- | ------- | ------- | ------- | ------------- | ------ |
| 2007 | RM Competições Volkswagen | CAS NP  | TAR NP  | SAO 9   | FOR Ret | CAR 14  | GOI 1 | CUR 8   | CAM Ret | BSB 2   |         | 8º            | 53     |
| 2008 | RM Competições Volkswagen | GUA 2   | GOI 3   | CAR 4   | FOR 3   | SAO 6   | LON 2 | CAM 4   | CUR Ret | TAR Ret | BSB 2   | 4º            | 120    |
| 2009 | RM Competições Volkswagen | GUA 4   | FOR 3   | CAR 2   | GOI 1   | SAO 3   | LON 3 | ARG 2   | SCZ Ret | CUR 10  | BSB Ret | 2º            | 161    |
| 2010 | RM Competições Volkswagen | GUA 2   | RIO 3   | CAR 1   | CAM 2   | SAO Ret | LON 4 | ARG Ret | VEL Ret | CUR Ret | BSB 5   | 4°            | 132    |
| 2011 | RM Competições Volkswagen | SCZ 5   | RIO Ret | CAR 5   | GOI 4   | SAO 3   | LON 3 | ARG Ret | GUA 1   | CUR Ret | BSB 4   | 3°            | 125    |
| 2012 | Scuderia Iveco            | VEL Ret | RIO 10  | CAR Ret | GOI 7   | SAO 5   | CAS 9 | ARG 5   | GUA Ret | CUR 5   | BSB 6   | 10°           | 66     |
| 2013 | Scuderia Iveco            | TAR 5   | LON 11  | CAR 6   | GOI Ret | SAO 4   | CAS 5 | ARG 11  | GUA Ret | CUR Ret | BSB 1   | 7º            | 87     |
| 2014 | Scuderia Iveco            | CAR 9   | CUR Ret | SAO Ret | BSB Ret | CAS 14  | SCZ 6 | ARG Ret | GUA 8   | LON 16  | GOI Ret | 14°           | 28     |

Títulos
- Formula Truck: Vice 2009